# Michael Cassidy
Michael Cassidy, född 20 mars 1983 i Portland, Oregon. Michael är en amerikansk skådespelare som synts i serier som OC, Hidden Palms och Smallville

## Fotnoter
1. ↑  läs online, pantheon.world .[källa från Wikidata]